# 4Stroke Roumen
4Stroke is een Frans automerk. Het is opgericht in 2002 door Roumen Antonov en heeft een model, namelijk de Rumen.

## 4Stroke Rumen
De 4Stroke Rumen is een redesign van de Toyota Aygo. Hij heeft een driecilindermotor van 998 cc die 68 pk (50 kW) levert. De Rumen is ontworpen door Roumen Antonov.

## Bron
- (en) (fr) Officiële website